# Как я дружил в социальной сети
«Как я дружил в социальной сети» (англ. Catfish) — документальный фильм, который некоторые зрители считают мистификацией, снятый режиссёрами Генри Джустом и Эриель Шульманом в 2010 году.  Премьера в США состоялась 22 января 2010 года, а в России — 17 марта 2011 года. В переводе с английского языка название фильма означает «Сомик» или «Зубатка»

## Сюжет
Молодой фотограф Янив Шульман, по прозвищу Нев, живёт со своим братом Ариэлем и другом Генри Джустом в Нью-Йорке. Нев занимается съёмкой танцоров. В один день Нев получает письмо по электронной почте от 8-летней девочки Эбби Пирс, которая живёт в провинциальном городке Ишпеминг, штат Мичиган. Девочка увидела фотографию Нева в газете, и попросила разрешение на использование её для своего рисунка. Нев согласился.
Через некоторое время Нев получает посылку с картиной от Эбби, срисованную с  фотографии Нева. Картина очень хорошо выполнена для маленькой девочки. Нев заинтересовался Эбби и списался с ней на Facebook. Они начинают активно переписываться. Впоследствии Нев знакомится по Facebook со всей семьёй Эбби: её матерью, Анжелой Вессельман, мужем Анжелы, Винсом, и старшей сводной сестрой Эбби — Меган, привлекательной девушкой, которая живёт в Глэдстоуне , штат Мичиган. Нев списывается с Меган в Facebook, и у них закручивается интернет-роман
В это же время Анжела рассказывает Неву по телефону, что картины Эбби пользуются большим спросом, и их покупают за несколько тысяч долларов. Анжела рассказала о планах открыть картинную галерею с рисунками Эбби — она уже подыскали для неё здание. Позже Нев находит доказательства того, что Анжела и Эбби лгали о художественной карьере девочки. Здание, о котором говорила Анжела, давно пустует, и ничего о его покупателе неизвестно.
Генри и Ариэль задумывают снять документальный фильм о том, как развиваются онлайн-отношения Нева с Меган. Молодые люди постоянно переписываются и созваниваются. Меган пишет песни, и в один день присылает Неву MP3 c кавер-версией песни, которую исполняет специально для него. Нев с друзьями прослушивают запись несколько раз и обнаруживают, что песня Меган взята с YouTube.
Нев расстроен — он начинает подозревать, что его обводят вокруг пальца, но Ариэль призывает его продолжить отношения с Меган для документального фильма. В конце концов братья и Генри решают поехать в Мичиган, чтобы внезапно появиться в доме Пирсов и встретить там Меган. В пути Нев разговаривает с Меган по телефону. Парни решили заехать на ферму, где должна находиться Меган с лошадьми. Они едут в полной темноте и останавливаются около почтового ящика: Нев достает оттуда свои открытки с пометкой "Отправить обратно адресату". Подъехав к конюшне, Нев видит, что там никого нет. Его эта ситуация приводит в замешательство. Когда они приезжают в дом Пирсов, Анжела оттягивает время, чтобы, якобы, открыть дверь. Она выглядит гостеприимной и, кажется, счастлива наконец-то встретиться с Невом лично. Она рассказывает ему, что недавно начала химиотерапию от рака матки. После того, как она пыталась дозвониться Меган и ей оставила несколько сообщений Меган, Анжела подвозит Нева и Ариэль, чтобы увидеться с самой Эбби. Во время разговора с Эбби и её подругой наедине, Нев узнает, что Эбби никогда не видела свою сестру, и рисует редко.
На следующее утро Нев просыпается из-за СМС от Меган, в котором она пишет, что у неё давно проблемы с алкоголем, она решила пройти реабилитацию и поэтому не сможет с ним встретиться. Это подтвердил один из друзей Меган на Facebook. Нев уже понимает, что это, скорее всего, ещё одна ложь Анжелы. После встречи с семьей Пирсов в их доме, Анжела признаётся, что фотографии в профиле Меган — это не её фото, и она действительно находится в реабилитационном центре в пригороде штата. Анжела также выдавала свои картины за работы Эбби: она нарисовала каждую из картин, которые отправила Неву. Таким образом, Нев понимает, что на самом деле он разговаривал с Анджелой, которая выдавала себя за Меган с фейковым аккаунтом на Facebook. У нее был второй сотовый телефон, с которого она звонила Неву, когда притворялась Меган.
Обсуждение этой истории продолжилось между Анжелой и Невой тет-а-тет. Рисуя Нева, Анжела призналась, что все профили на Facebook она создала сама. Она также призналась, что благодаря дружбе с Невом она снова занялась живописью — это было её страстью до того, как она вышла замуж за Винса, у которого двое детей-инвалидов от прошлого брака, и они нуждаются в постоянном уходе. Ради них Анжела пожертвовала карьерой. В беседе с самим Винсом братья узнали, что Анжела врала ему о том, что Нев платит ей за картины.
Винс, беседуя с Невом, произносит монолог: «Раньше треску перевозили из Аляски до самого Китая. Держали её в чанах на корабле. Когда треска доезжала до Китая, она становилась мягкой и безвкусной. И тогда один парень предложил идею: он сказал, что надо переложить треску в большие чаны и запустить туда зубатку, тогда  треска будет двигаться. Некоторые люди по жизни такие «зубатки» — они заставляют вас «напрягаться», вы начинаете сомневаться, думать. Они освежают ваше восприятие. Я благодарю бога за «зубатку», потому что мы бы передохли со скуки, если бы нас не цапали за плавники». Такой метафорой он описывает Анжелу.
Через некоторое время после возвращения в Нью-Йорк Нев получает посылку с надписью «от Анжелы». В ней — та самая картина, которую она рисовала во время их разговора. Чувства Нева по этому поводу неоднозначны.
В конце фильма текст на экране сообщает зрителю, что у Анжелы не было рака, Меган не было в реабилитационном центре, и она не знает девушку на фотографиях в «своем» профиле в Facebook. За 9 месяцев переписки Анжела и Нев обменялись более чем 1500 сообщениями. Позже выяснилось, что девушкой на фотографиях была Эйми Гонзалес — модель и фотограф, которая живёт в Ванкувере, штат Вашингтон, с мужем и двумя детьми.
В октябре 2008 года, через два месяца после этих событий, умер Рональд, один из сыновей-близнецов Винса. Анжела деактивировала ещё 15 личных фейковых страничек на Facebook и опубликовала в профиле своё фото. У нее также имеется личный сайт, где она рекламирует свои работы. У Нева на Facebook более 732 друзей, включая Анджелу.

## В ролях
- Мелоди Си Рошер
- Эриель Шульман
- Янив Шульман
- Анджела Вессельман-Пирс

## Catfish: The TV Show
Создатели фильма объединились с MTV для создания реалити-шоу «Одиночество в сети» (англ. Catfish:The TV Show), идея которого схожа с «Как я дружил в социальной сети», но главной темой проекта стала жизнь людей, которые запутались в онлайн-отношениях. Премьера шоу состоялась 12 ноября 2012 года. На сегодняшний день снято уже 7 эпизодов.

## Обсуждение
После премьеры фильма на кинофестивале «Сандэнс» в 2010 году, когда закончилась сессия вопросов и ответов, один из зрителей предположил, что «Как я дружил в социальной сети» на самом деле может быть мистификацией. Эриэль Шульман опроверг это мнение, ответив: «О, так вы говорите, что мой брат — лучший актёр в мире? Следующий — Марлон Брандо, дамы и господа! Большое спасибо! О, а мы лучшие писатели Голливуда? Всем спасибо!». После показа режиссёр-документалист Морган Сперлок обратился к продюсерам фильма и назвал «Как я дружил в социальной сети» «лучшим фальшивым документальным фильмом», который он когда-либо видел.

## Критика
Фильм был хорошо воспринят критиками. По рейтингу Rotten Tomatoes «Как я дружил в социальной сети» получил 80 %. «Может показаться, что „Как я дружил в социальной сети“ — больше, чем просто драма; некоторые зрители могут находить сюжет грубым, но его замысел актуален, а круто закрученный сюжет превращает документальное кино в захватывающий фильм».
На кинофестивале «Сандэнс» (англ. Sundance Film Festival) Элисон Уиллмор с телеканала IFC описала фильм «как грустную, необычную историю любви». Роджер Эберт из Chicago Sun-Times описал фильм так: «Можно посмотреть на „Как я дружил в социальной сети“ с одной стороны. Кинематографистов из Нью-Йорка, которые думают, что они очень крутые, обводит вокруг пальца обычная женщина из Ишпеминга, штат Мичиган. Этот фильм — поучительная история о том, как жить в социальных сетях. Или, возможно, все это мистификация. На „Сандэнсе“ 2010 года режиссёров много расспрашивали. В действительности всё было именно так, как это изобразили создатели фильма». Total Film описал фильм как забавный, тревожный и увлекательный. «Фильм показывает как соотносятся виртуальные и реальные отношения».
Кинокритик Питер Брэдшоу говорит, что «Как я дружил в социальной сети» напомнил ему документальный фильм Амира Бар-Лева 2007 года о детском творчестве «Мой ребёнок мог бы это нарисовать» (англ. «My Kid Could Paint That»), в котором рассказывается о Марле Олмстед, «американском чуде» — художнице-абстракционистке, прославившейся в возрасте четырёх лет. Её картины сравнивают с Пикассо, Поллоком и Кандинским.

«Как я дружил в социальной сети» наполнен дизайнерскими штрихами, взятыми из интернета: Карты Google и Google Планета Земля показывают соответствующие местоположения ведущих фигур в Нью-Йорке и Мичигане. Мы видим, как всё выглядит с помощью Google Street View. Теоретически, интернет делает Эбби и её семью живыми, даже если они находятся за сотни миль отсюда, но сложная, визуально детализированная реальность коварна именно потому, что она может так легко одурачить. Социальная сеть Дэвида Финчера представила генезис Facebook как болезненный разрыв, испытанный его изобретателем Марком Цукербергом, и проницательно предположила, что популярность Facebook заключается в том, что он позволяет своим пользователям регулировать контакты с другими людьми, представлять себя как угодно с целью манипуляции. Раньше так могли делать только знаменитости. Это жуткая сторона Facebook и социальных сетей в целом, которую гиперболизировали в «Как я дружил в социальной сети». Я не думаю, что «Как я дружил в социальной сети» — подделка: скрытая история слишком правдоподобна. Но у меня есть ощущение, что Нев и режиссёры заподозрили или, может быть, даже узнали точную правду гораздо раньше, чем об этом они говорят в картине. Однако это неважно. «Как я дружил в социальной сети» держит вас на краю сиденья, и это жуткое погружение в пучину эмоций. Вглядываться в виртуальную жизнь других людей — это всё равно, что смотреть в бездну: у тебя появляется цифровое головокружение— Питер Брэдшоу
.

## Влияние
Фильму приписывают заслугу в создании термина «кетфишинг»: вид обманчивой деятельности, в котором человек создаёт фальшивые социальные сети для гнусных целей.

## Феномен «кетфишинга»
Люди используют «ловлю» по нескольким причинам. Человек с фальшивым аккаунтом в интернете может украсть данные другого пользователя, чтобы поверить, что он является тем человеком, за которого себя выдаёт. Пример таких действий представлен в фильме. Анжела занимается кетфишингом – использует фотографии и факты из жизни других людей в своих социальных сетях, чтобы выглядеть реалистично. Часто реальный человек, фотографии и факты из жизни которого используют для создания фальшивого аккаунта, даже не подозревает об этом. Тот, кто занимается кетфишингом, хочет выглядеть лучшей версией себя, поэтому создаёт фейковую личность. Основная причина такого поведения — желание подружиться с другим человеком для создания отношений, в том числе и сексуальных .
Кетфишинг используется для совершения киберпреступлений. Поскольку человек использует чужую или вымышленную личность, с него снимается ответственность и преступление может оказаться безнаказанным. Кибербуллинг сложно отследить, и это является главным резоном использования преступниками фейковой личности. За последние несколько лет количество самоубийств среди подростков выросло из-за такого вида кибербуллинга .
К примеру, финансовая выгода может быть одним из  мотивов кетфишинга. В 2015 году три чеченские девушки создали фальшивый профиль в социальной сети и с помощью него выманили 3300 долларов у террористической группировки «Исламское государство». Они обратились к вербовщикам и рассказали, что хотят отправиться в Сирию, но единственным препятствием на пути было отсутствие денег поездку. Получив нужную сумму от вербовщиков, они сразу же удалили свой аккаунт. Вскоре девушек задержало подразделение чеченской полиции, специализирующееся на отслеживании действий в Интернете и поисках улик, подтверждающих совершение преступлений .
Кетфишинг также может служить тактикой для поиска и поимки преступников. В 2004 году американское новостное шоу Dateline NBC выпустило рубрику «Поймать хищника» (англ. To Catch a Predator). В ходе шоу были задокументированы случаи, когда копы под прикрытием, выдавая себя за несовершеннолетних в социальных сетях, ловили педофилов .
История Манти Тео
История Тео — один из самых популярных примеров кетфишинга. Университет Нотр Дама рассказал историю о смерти девушки  Манти Тео, лайнбекера университетской футбольной команды. По словам Тео, его девушка, Ленная Кекуа, вдохновляла его, и благодаря этому его команда попала на национальный чемпионат BCS (англ. Bowl Championship Series). Смерть девушки оказалось обманом. Спортивный портал Deadspin.com  сообщил, что не смог найти никаких записей о существовании Леннаи. Спортивный директор университета Нотр Дам, Джек Сварбрик, сообщил на пресс-конференции, что Тео стал жертвой обмана. Кто-то под вымышленным именем вступил в переписку с ним и заставил поверить его в то, что его девушка умерла от лейкемии.
Единственные фотографии Кекуа, которые были найдены в интернете, на самом деле принадлежат  22-летней девушке, которая рассказала, что, скорее всего, одной из этих фотографий поделился Ронайя Туйасосопо. Друзья и родственники Туйасосопо посчитали, что Туйасосопо создал Кекуа. Никаких свидетельств о смерти Кекуа не было. В Стэнфорде, где она якобы ходила в школу, никто с таким именем не проживал.
В свою очередь, друг Туйасосопо  рассказал Deadspin.com , что «на 80% уверен», что Тео участвовал в этом деле лишь для рекламы. Портал также сообщил, что Тео и Туйасосопо связывались через Twitter, в том числе обменивались несколькими дружескими сообщениями прошлым летом. Вскоре Тео признался, что у него сложились  отношения с девушкой, с которой он познакомился в интернете. Они часто общались в сети и по телефону, и он стал заботиться о ней.
Туйасосопо позвонил Тео после того, как «убил» Кекуа, чтобы объяснить, что всё это было обманом. Тео не сообщил об этой новости, что вызвало подозрения. Тем не менее, Тео настаивал, что он ничего не знал о том, что его девушка — фейк. Он сказал, что 22-летний Ронайя Туйасосопо был человеком, которого он считал двоюродным братом Леннеи. На самом деле Туисасоспоо идентифицировал себя с девушкой, которая болела лейкемией и умерла. Эта личность сильно отличается от него. Фотографии, которые использовались для создания фальшивого профиля Какуа, были фотографиями Дианы О'Мира, и она сказала, что никогда не контактировала с Тео.
В конце концов, Тео и Туйасосопо публично выступали на шоу «Доктор Фила». Туйасосопо рассказал об обмане и признался Тео в любви. Он поделился своими чувствами: в какой-то момент Туйасосопо понял, что всё, что он делает — неправильно. Он знал, что это должно прекратиться. Это объясняет, почему он «убил» Леннею «навсегда». Чувство вины заставило его позвонить Тео и раскаяться. Он объяснил причину своей «ловли» Тео: в детстве его домогались. Как и большинство кэтфишеров, он создал фейковый аккаунт в сети, чтобы справиться со своими детскими травмами .

## Пародии
Авторы Youtube канала «Funny Or Die», у которого 2 670 000 подписчиков, сняли 4-х минутную пародию на «Как я дружил в социальной сети» под названием «Cream: Blue Eyed Catfish (Catfish Parody)» . Герои — Стэйси, Макс и Нев едут в машине, чтобы встретиться с Робертом, с которым они познакомились в сети. Для усиления иронии у «зубатки» яркие голубые глаза, он — красивая и успешная фотомодель. Друзья приезжают на место, ходят вокруг дома, повторяя сцену из фильма. Из дома выходит обычный небритый парень в бардовом домашнем халате — у Роберта нет никаких ярких голубых глаз. В конце ролика Макс и Нев созваниваются с Робертом: он вырезал себе глаза по совету Стейси, которая, при виде него впервые, так выразилась.